# 音位転換
音位転換（おんいてんかん、英語: metathesis）あるいは音位転倒とは、言語の、とりわけ語形の経時変化や発音・発語に関連した言葉で、語を構成する音素の並び順（以下、音の並び）が入れ替わってしまうこと。英語のまま「メタセシス」と呼ばれることもある。

## 概要
音位転換は多くの言語で日常的に見られる現象である。ときに、音位転換後の語形が優勢になり、時を経てそのまま定着してしまう場合もある。
原因については、いくつか挙げることができる。
- 調音上の要請 - 比較的発音しにくかった音の並びが入れ替わり、より発音しやすい形になるもの
- 民間語源的な例 - 意味の上で関連のある別の語やよく似た語に“ひっぱられ”、結果として音位転換も生じてしまうもの
- 原因のはっきりしないもの

## 各国語における例

### 日本語
かなとかなが入れ替わる形で（より正確にはモーラを単位として）起こることが比較的多いが、子音だけが入れ替わったり、複数のモーラがまとまって動くようなケースもなくはない。子どもがよく間違える。「タガモ（卵）」「すいせんかん（潜水艦）」「ふいんき（雰囲気）」「ガジャイモ（ジャガイモ）」など。アニメ映画『となりのトトロ』では妹のメイがトウモロコシをちゃんと言えずトウモコロシと言ったり、オタマジャクシをオジャマタクシと言ってしまったりする。北陸では「生菓子」を「ながまし」というように方言として定着する場合もある。また、「シミュレーション（英語: simulation）」がしばしば「シュミレーション」と誤読されるなど、外来語にも例が見られる。
以下、比較的なじみの深い語彙の中から例を挙げる。転換にかかわる箇所を太字で示している。
- 新しい: アラタシ → アタラシイ
- 山茶花: サンザカ → サザンカ
- 映日果: エイジツカ → *イジチク → イチジク
※ただし「イチジク」の語源には異説もある。
- 舌鼓: シタツヅミ → シタヅツミ
- 秋葉原: アキバハラ → アキハバラ

### 英語
古英語、ラテン語、古仏語などにわたる語の変遷は煩雑なので、同語源の語彙どうしを比較するにとどめる。本来の音の並びに近い語を左側に置き、並びの変化の概略（正確なものではない）をカッコ内に示した。左の語が右の語の直接の祖先というわけではないことに注意。
- three - thirty （ri → ir）
- turbulence - trouble （ur → ru）
- miscellaneous - mix （sk → ks）
- tax - task （ks → sk）
- neuron - nerve （wr → rw）